# Arbácegui y Guerricaiz
Arbácegui y Guerricaiz (oficialmente en euskera: Munitibar-Arbatzegi Gerrikaitz) es una anteiglesia y municipio de la provincia de Vizcaya, en la comunidad autónoma del País Vasco, España. La capital está en Munitívar.
El municipio se formó en 1883 por la fusión de la anteiglesia de Arbácegui (en euskera Arbatzegi) y de la villa de Guerricaiz (Gerrikaitz). Ambas localidades estaban muy cercanas, ya que sólo las separaba un puente sobre el río Lea. 
Al conjunto urbano formado por Arbácegui y Guerricaiz se le conoce también como Munditíbar o Munditívar (en euskera Munitibar). Si bien este nombre no aparecía en la denominación tradicional del municipio en castellano, cuando se tradujo el nombre oficial del municipio al euskera fue incluido como parte del mismo.

## Demografía
Arbácegui y Guerricaiz cuenta con una población de 466 habitantes (INE 2024).
| Gráfica de evolución demográfica de Arbácegui y Guerricaiz entre 1887 y 2021 |
| |
| Población de derecho según los censos de población del INE Población de hecho según los censos de población del INEEn estos censos se denominaba Arbácegui y Guerricaiz: 1897, 1900, 1910, 1920, 1930, 1940, 1950, 1960, 1970 y 1981 Entre el censo de 1887 y el anterior, aparece este municipio porque se fusionan los municipios 48505 (Arbácegui) y 48522 (Guerricaiz) |

## Administración y política
| Partido político                                             | 2023  | 2023  | 2023       | 2019  | 2019  | 2019       | 2015  | 2015  | 2015       | 2011  | 2011  | 2011       | 2007  | 2007  | 2007       |
| Partido político                                             | %     | Votos | Concejales | %     | Votos | Concejales | %     | Votos | Concejales | %     | Votos | Concejales | %     | Votos | Concejales |
| Euskal Herria Bildu (EH Bildu)-Bildu                         | 66,24 | 157   | 5          | 58,78 | 164   | 4          | 56,62 | 154   | 4          | 46,26 | 130   | 3          | –     | –     | –          |
| Euzko Alderdi Jeltzalea-Partido Nacionalista Vasco (EAJ-PNV) | 29,53 | 70    | 2          | 39,06 | 109   | 3          | 43,38 | 118   | 3          | 52,31 | 147   | 4          | 99,35 | 154   | 7          |
| Partido Popular del País Vasco (PP)                          | –     | –     | –          | –     | –     | –          | –     | –     | –          | 0,00  | 0     | 0          | 0,65  | 1     | 0          |

## Personas destacadas
- Aitor Irusta Olano (1992): pelotari de la especialidad de pelota mano.